# Тень змея
«Тень змея» (англ. The Serpent's Shadow) — американский приключенческий роман в жанре фэнтези 2012 года, написанный Риком Риорданом. Сюжет основан на египетской мифологии. Это третья и заключительная книга из цикла Наследники богов, а также сиквел романа «Огненный трон».

## Сюжет
Сюжет разворачивается спустя шесть месяцев после событий предыдущего романа. Картер и Сейди Кейн отправляются в 51-й ном в Далласа вместе со своими сторонниками, где встречаются с Джеем Ди Гриссомом, лидером нома. Они просят его помочь найти волшебный свиток с выставки фараона Тутанхамона в Музее искусств Далласа, так как в противном случае его ном будет атакован и уничтожен силами Апофиса, воплощения хаоса. Тот собирается восстать через три дня, а затем поглотить солнце и уничтожить мир. Сейди замечает лицо в стене, которое сообщает, что вместо свитка им нужен золотой ларец. Тем не менее, ном подвергается нападению, а свиток уничтожается. Чтобы спасти всех от гибели, Сейди призывает Маат, отражая силы хаоса, но теряет сознание. Когда она просыпается, она обнаруживает, что 51-й ном был уничтожен, а все его маги убиты. В 21-м номе в Бруклине они обнаруживают, что золотой ларец, который удалось добыть Сейди, является теневым ларцом Тутанхамона.
Гор навещает Картера и намекает на связь между тенями и статуями, что наводит Картера на мысль о существовании эффективного способа уничтожения Апофиса, и решает обратиться к Тоту. Той же ночью он рассказывает стальным о своей находке, выражая желание отправиться к Тоту, однако Сейди заставляет его пойти на школьный бал. Во время танцев, Сейди встречается с Анубисом, и тот высказывает предположение, что тень похожа на компьютерный резервный диск, однако Шу, бог ветра, и прадед Анубиса, разделяет их. Сейди приходит к выводу, что шеут Беса поможет восстановить утраченную им рен и вернуть его в прежнее состояние.
Русский маг Леонид, которого Кейны встретили в прошлом году, прибывает в Америку с плохими новостями и рассказывает, что он тайно изучал путь Шу, который запрещён. Сейди ведёт его к 1-му Ному, чтобы встретиться с Амосом. Верховный чтец сообщает, что повстанцы во главе с Сарой Якоби и Кваем объединились с Апофисом. Амос велит Зие и Сейди навестить Беса. Тем временем Картер и Уолт отправляются к Тоту, на которого нападают демоны. Юноши помогают богу отбиться от них, а Тот, в свою очередь, рассказывает им о Сетне. Они понимают, что должны посетить Страну Мертвых на его суде и убедить Осириса помочь им.
Когда Зия и Сейди посещают Дом Отдыха, Сейди осознаёт, что Амос изучает путь Сета, который когда-то был вынужден принять. Таурт, богиня-бегемотиха, рассказывает им, где Бес когда-то спрятал свой шеут. Некоторое время спустя, Картер, Сейди, Зия и Уолт воссоединяются и обмениваются информацией. Они встречают Осириса и убеждают его отпустить Сетне с ними. Зия и Картер отправляются вместе с ним в Храм Аписа за книгой Тота. Выясняется, что Ра, или, точнее, его утреннее воплощение, Хепри, выбрал Зию в качестве сосуда. Ей удаётся выжить, но позже Сетне обманывает их с Картером, отдавая указание Кровавому Клинку убить их и в то же время доставить в Страну Демонов.
Тем временем Сейди и Уолт посещают богиню Нейт, которая соглашается помочь им, если они смогут пережить её охоту до заката. Они выживают, используя свои амулеты шен, чтобы разделиться и телепортироваться друг к другу, а затем, прямо перед закатом, Сейди обманывает Нейт, отвлекая своими небылицами. Уолт использует оставшуюся часть своей энергии, чтобы возродить шеут Беса, однако ему удаётся остаться в живых, когда он становится сосудом Анубиса. Нейт соглашается сражаться с Апофисом бок о бок с Домом Жизни, когда тот восстанет.
Картер и Зия принимают обличия демонов и следуют за Сетне в Море Хаоса. Сетне удивляется тому факту, что им удалось выжить. Гор раскрывает Картеру, что сила Ра, направляемая через Зию, защищает их. Им удаётся призвать тень змея, но Сетне обездвиживает их. Он заявляет о своём намерении поместить тень внутри статуэтки и шантажировать Апофиса уничтожением, если тот не подчиниться ему, а именно не поспособствует уничтожению Египта и любому упоминанию об отце Сетне — фараона Рамсеса Великого, а также большинства магов, но не всего мира. Тем не менее, ввиду своего призрачного обличья, он оказывается не в состоянии использовать некоторые заклинания, из-за чего ему требуются Картер и Зия. Сейди удаётся связать его и освободить Картера и Зию. Также Сейди преуспевает в поимке тени, после чего они возвращаются к Сетне, но тому удаётся скрыться. В то же время, тень змея взывает к силам хаоса, чтобы те освободили её.
От смерти подростков спасают прибывшие Тарт и боги из Дома Отдыха, которые приобретают цель от конфронтации с силами хаоса. Бес возвращается к своей истинной сущности, после чего доставляет магов к оказавшейся неподалёку солнечной барже Ра. Когда они попадают на борт, Ра по-прежнему остаётся старым, однако затем приобретает силы после слияния с Зией.
Они прибывают в Гизу и обнаруживают, что Баст старается сдержать Апофиса. Бес и Ра отправляются к ней на помощь, а Сейди и Картер помогают защищать 1-й Ном. Там Амос противостоит магам-повстанцам. Появившийся Уолт/Анубис также вносит свой вклад в развернувшуюся битву. Чтобы переломить ход сражения в их пользу, Амос использует силу Сета. Сейди и Картер же обращаются за помощью к Исиде и Гору. Глава повстанцев, Сара Якоби, оказывается близка к тому, чтобы убить Сейди, но Уолт и Анубис спасают её и призывают духов мёртвых, чтобы затащить Якоби в Дуат. Её приспешник Квай успевает перед смертью разрушить 1-й Ном. Сейди проводит через себя силу Исиды и произносит самое трудное Слово силы из всех: «Маат», за счёт чего восстанавливает Ном, но теряет сознание от переутомления.
Для того, чтобы исполнить своё предназначения, они должны сразиться со змеем. Картер/Гор призывает богов и с их помощью противостоит Апофису, но тот разрушает реальность, и все они оказываются разделены на разных уровнях Дуата, сражаясь с разными частями Апофиса. Сейди и Картеру удаётся найти сильнейшего змея, и хотя тот проглатывает Ра/Зию, Кейны изгоняют Апофиса. Зия спасается, взорвав в результате голову Апофиса, однако багам также приходится покинуть мир смертных, поскольку Маат и Хаос оказываются настолько сильно переплетены, что с исчезновением Хаоса должен исчезнуть и Маат.
Несмотря на своё возвращения Ра предлагает трон Гору, а Картер вступает на престол фараона в 1-м Номе. Уолт пропадает без вести, тогда как Баст и Бес также уходят из мира. Осирис выражает признательность детям за спасение мира и возвращения духа его жены. Они возвращаются в Бруклинский Дом, где их ожидает Уолт/Анубис. Поскольку Уолт является оком и смертным сосудом Анубиса, ему не нужно уходить из мира и он может остаться с Сейди.
Картер приглашает Зию на свидание в торговый центр. Она говорит ему, что будет жить в Бруклинском доме. Они целуются и начинают отношения. Тем не менее, Сетне по-прежнему находится на свободе, обладая книгой Тота, а в Бруклинский Дом прибывает большое количество посвящённых, как и в другие Номы по всему миру. Картер и Сейди заявляют, что они будут настолько заняты, что, вероятно, больше не смогут делать записи своих приключений. Книга заканчивается приглашением всем обладателям крови фараонов присоединиться к Дому Жизни.

## Главные герои
- Картер Кейн — сосуд Гора и наследник «крови фараонов», будучи потомком Нармера и Рамсеса Великого по обе стороны его семьи. Он является одним из главных героев. Первоначально описывается как всегда «безупречно» одевающийся в классические рубашки и брюки из-за влияния его отца, Джулиуса, однако, по мере развития сюжета, переходит на более подростковый стиль. У него тёмная кожа, вьющиеся тёмно-каштановые волосы и карие глаза, что делает его больше похожим на отца, чем на мать. После смерти матери он шесть лет путешествовал с отцом. Его специальность — боевая магия, тогда как в бою он предпочитает хопеш, — древнеегипетский меч. Встречается с Зией Рашид.
- Сейди Кейн — сосуд Исиды. У неё голубые глаза и карамельные волосы. Она унаследовала внешность от своей матери, отчего её кожа бледнее, чем у Картера. Поскольку Сейди выросла в Англии, она обладает британским акцентом. Отец подарил ей кошку, которую она назвала Маффин, хотя на самом деле за её обликом скрывалась богиня Баст, защитница Кейнов. Сейди — холерик, в противовес брату-флегматику. Встречается с Уолтом Стоуном/Анубисом.
- Уолт Стоун — молодой египетский маг, подверженный родовому проклятию фараонов, которое постепенно убивает его. Чтобы остаться в живых, он становится сосудом Анубиса. Встречается с Сейди Кейн.
- Амос Кейн — могущественный египетский маг, частично ставший сосудом Сета. Приходится дедяей Картеру и Сейди. Позиционируется как третий по силе маг в мире после Искандара и Мишеля Дежардена, но после смерти обоих становится самым сильным магом в мире и Верховным чтецом Дома Жизни.
- Зия Рашид — египетский маг четырнадцатилетнего возраста. Она — подруга Сейди и девушка Картера. Ко всему прочему, Зия — сосуд Ра.
- Баст — египетская богиня кошек. Она становится защитницей детей Кейнов, после смерти их матери, которая пожертвовала собой, чтобы освободить её из тюрьмы.
- Сет — египетский бог ярости, песчаных бурь, разрушения, хаоса, войны и смерти.
- Апофис — воплощение хаоса и заклятый враг Ра.
- Джулиус Кейн — египетский маг, который становится сосудом Осириса и освобождает богов из их тюрем. Он — отец Картера и Сейди. Его жена, Руби Кейн, умерла, пытаясь освободить Баст и запечатать змея Апофиса в Игле Клеопатры. По профессии является египтологом.
- Руби Кейн — мама Картера и Сейди, которая умерла у Иглы Клеопатры, пытаясь запечатать змея Апофиса.
- Ра — египетский бог солнца, царь всех богов. В прошлом отрёкся от престола в пользу Осириса.

## Продолжение
5 апреля 2016 года был выпущен рассказ «Сын Собека» — первый из трёх кроссоверов, посвящённый кроссоверу между египетскими магами и греческими полубогами. По сюжету, Картер Кейн объединяет усилия с Перси Джексоном. Второй рассказ, «Посох Сераписа», главными героинями которого выступили Аннабет Чейз и Сейди Кейн, вышел 8 апреля 2014 года. Выпуск заключительного рассказа, «Корона Птолемея», состоялся 31 марта 2015 года. В России все три рассказа были выпущены в сборнике «Полубоги и маги».